# Замуровані в стіні
«Замуровані в стіні» (англ. Walled In) — фільм, знятий у 2009 році за участі Міші Бартона. Фільм засновано на популярному романі Les Emmures Сержа Бруссоло. Це англомовний дебют відомого французького режисера Жиля Пакет-Бреннера. Фільм було знято в Саскачевані, Канада.

## У ролях
- Міша Бартон — Саманта Вальчак
- Кемерон Брайт — Джиммі
- Дебора Кара Ангер — Мері
- Ноам Дженкінс — Пітер
- Паскаль Ґреґґорі — Малестрацца
- Юджин Кларк — Бернет
- Джейн Редліон — Деніз
- Роб ван Мінен — Патрік Вальчак
- Джош Стрейт — Вінсент Вальчак
- Софі Найт — Джулі

## Реліз
Прем'єра фільму відбулася на Glasgow Film Festival 20 лютого 2009 року.
Реліз на DVD вийшов 17 березня 2009 року у Північній Америці.

## Сприйняття
Оскільки фільм був випущений прямо на DVD, він отримав обмежені критичні відгуки. Фільм отримав неоднозначну реакцію. DVD Talk оцінив фільм у 3/5 зірок, високо оцінивши гру акторів і ефективність низького бюджету, хоча в рецензії було зроблено висновок, що фільм заслуговує більшого висновку. Фільм отримав оцінку 5/10 від IGN і мав суперечливі оцінки акторського складу, описуючи Бартона як «приголомшливого», а Брайта як «дерев’яного». Real Movie News описав фільм як «атмосферний» і «привабливий», але поставив під сумнів заплутану ідентичність фільму.
Британський журнал FemaleFirst поставив фільму 4 зірки з 5. Вони описали це як «психологічний хоррор, від якого неодмінно пройдуть мурашки по спині», і продовжували називати його «жорстоким трилером жахів «Дзеркала зустрічаються з полоном», від якого серце калатає у вухах».